# Gedatsu-kai
Gedatsu-kai (jap. 解脱会) – stowarzyszenie religijne, japoński nowy ruch religijny powstały na początku XX wieku, stanowiący syntezę buddyjskiej szkoły shingon i shintō. Główny ośrodek religijny ruchu (dōjō) mieści się w Kitamoto w prefekturze Saitama. 

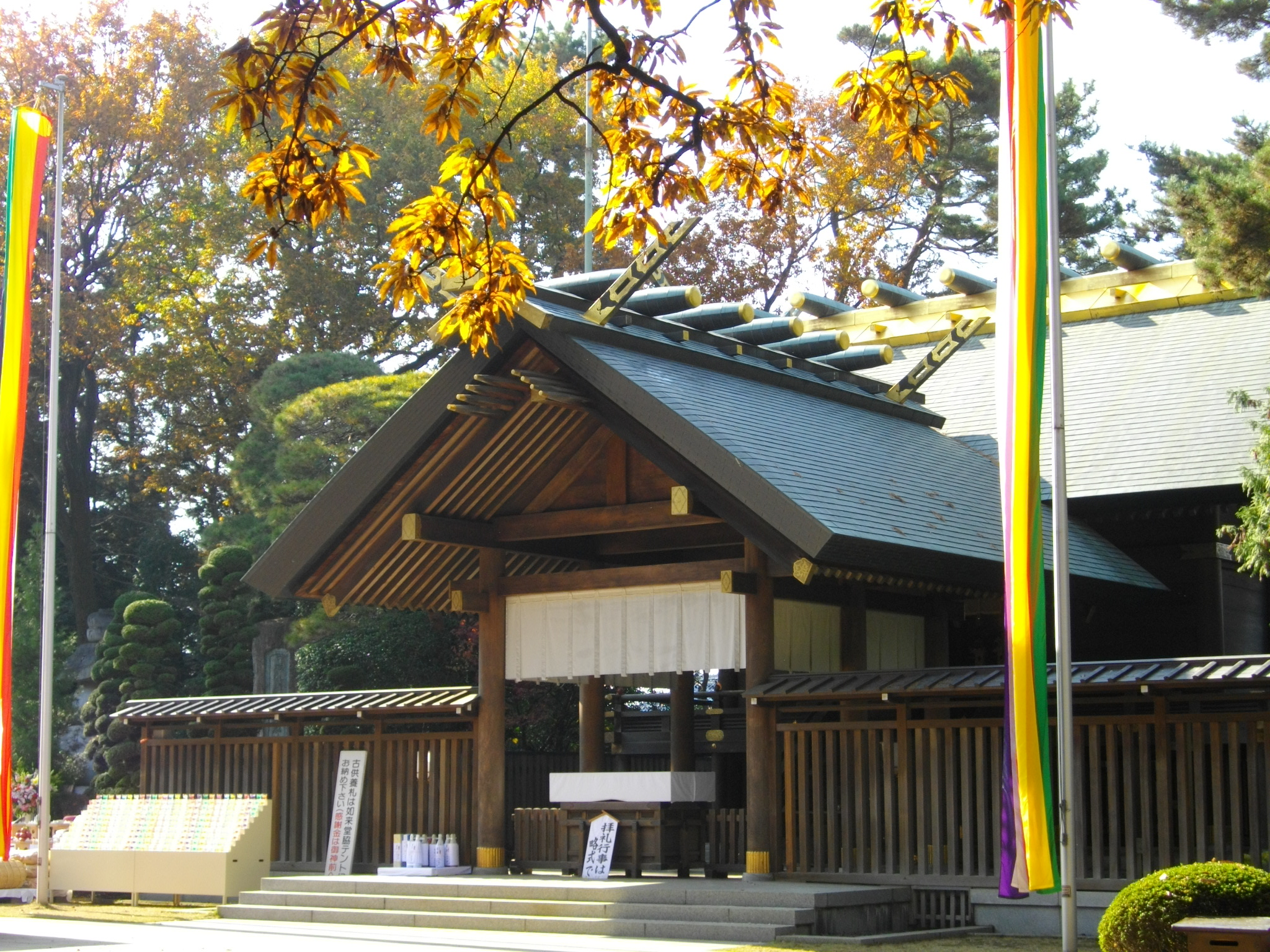
Chram w Kitamoto należący do Gedatsu-kai

W sensie buddyjskim słowo gedatsu oznacza uwolnienie się człowieka od ziemskich grzechów, pragnień, nieszczęść, egzystencji. Słowo kai ma tu znaczenie „stowarzyszenia”, „związku”
Twórcą Gedatsu-kai był Seiken Okano (1881–1948), pochodzący z Kitamoto kupiec. Po przebytym w latach 20. ciężkim zapaleniu płuc zwrócił się w stronę religii, podróżując po kraju i odwiedzając liczne chramy shintoistyczne oraz świątynie buddyjskie. Podczas wizyty w jednym z chramów w 1929 roku miał dostąpić objawienia, pod wpływem którego wraz z grupką swoich zwolenników powołał do życia ruch o nazwie Gedatsu-kai. Początkowo funkcjonował on w ramach szkoły shingon, a sam Okano został w 1931 roku wyświęcony na mnicha buddyjskiego. Po 1945 roku ruch usamodzielnił się, zrywając związki organizacyjne ze szkołą shingon.
Ideologia religii opiera się na synkretyzmie buddyzmu i shintō. Przyjmowana jest buddyjska soteriologia: istniejące na świecie cierpienie spowodowane jest poprzez ludzką ignorancję oraz pragnienia, należyta praktyka jest jednak w stanie doprowadzić do oświecenia i przerwania negatywnej karmy. Wiernych wzywa się zarówno do oddawania czci buddom, jak też modlitw do lokalnych kami, praktykowania kultu przodków oraz odbywania pielgrzymek do chramu Ise. Sam Seiken Okano został zaliczony pod imieniem Gedatsu Kongō do pocztu bogów. Nie jest wymagana formalna konwersja, nauki Gedatsu-kai można praktykować przynależąc do którejkolwiek ze szkół buddyjskich.
W 2000 roku Gedatsu-kai liczyło ponad 193 tysiące wiernych. Organizacja posiada ponad 400 ośrodków, poza Japonią także na terenie Stanów Zjednoczonych.